# Mestna avtobusna linija št. 7 (Ljubljana)
Mestna avtobusna linija številka 7 PRŽAN - LETALIŠKA P+R je ena izmed 33 avtobusnih linij javnega mestnega prometa v Ljubljani. Poteka v smeri zahod - vzhod in povezuje Pržan, Zapuže, Dravlje, Šiško, center, Bežigrad, Savsko naselje, Žale, Nove Jarše in Letališko cesto ter tamkajšnji P+R.

## Zgodovina
Leta 1957 so odprli novo trolejbusno progo št. 7 Litostroj – Ajdovščina. Ker je imela proga na celotnem odseku enako traso kot progi 5 in 8, so jo leta 1963 ukinili. Novih električnih vodov za trolejbuse niso več postavljali, zato so leta 1965 ponovno uvedli novo progo, na kateri so pričeli obratovati avtobusi. Nova avtobusna proga št. 7 je tako vozila na relaciji Zgornje Dravlje – Javna skladišča. Obračališče Zgornje Dravlje, ki se je nahajalo na mestu, kjer je danes cestni nadvoz na Regentovi cesti nad zahodno obvoznico, so čez nekaj let preimenovali v Zgornjo Šiško (oznaka Zgornja Šiška – Javna skladišča). Leta 1978, ko so novo odprto progo št. 19 speljali po Topniški ulici, so traso proge št. 7 prestavili s Topniške na Linhartovo cesto. Nekje v istem času so zaradi novozgrajenega naselja Nove Jarše obračališče Javna skladišča z današnjega postajališča Kodrova prestavili na konec naselja, po odprtju nove Regentove ceste v Dravljah pa so traso proge podaljšali tudi na njenem drugem koncu do tovarne Iskra. Nova proga je potekala na relaciji Pržan – Nove Jarše. Po letu 1980 so avtobusi ob prometnih konicah pričeli voziti podaljšano mimo obračališča Nove Jarše po Leskovškovi cesti na Letališko cesto do tovarne Rog. Po odprtju vzhodne ljubljanske obvoznice so obračališče Nove Jarše prestavili na servisno cesto, trasa proge do Letališke pa ni več potekala po Leskovškovi cesti mimo vojašnice, ki je postala slepa ulica, pač pa po Bratislavski cesti. Podaljšano linijo, ki pred tem ni imela posebne oznake, so septembra 2007 preimenovali v linijo 7L. Zaradi izgradnje parkirišča s sistemom P+R na Letališki cesti, je bila linija 7L 2.9.2024 ukinjena zaradi podaljšanja linije 7 do nove končne postaje LETALIŠKA P+R, in s tem speljana po trasi linije 7L (Bratislavski cesti).

Trasa
Linija 7
- smer PRŽAN – LETALIŠKA P+R: servisna cesta (končno postajališče) - Cesta Andreja Bitenca - Regentova cesta - Vodnikova cesta - Na Jami - Celovška cesta - Gosposvetska cesta - Slovenska cesta - Dunajska cesta - Linhartova cesta - krožišče Žale - Pokopališka ulica - Šmartinska cesta - Bratislavska cesta - Letališka cesta
- smer LETALIŠKA P+R – PRŽAN: Letališka cesta - Bratislavska cesta - servisna cesta nad hitro cesto H3 - Šmartinska cesta - Pokopališka ulica - krožišče Žale - Linhartova cesta - Dunajska cesta -  Slovenska cesta - Gosposvetska cesta - Celovška cesta - Na Jami - Vodnikova cesta - Regentova cesta - Cesta Andreja Bitenca - servisna cesta (končno postajališče).

## Režim obratovanja
- Linija 7 obratuje vse dni v letu, tj. ob delavnikih, sobotah, nedeljah in praznikih. Avtobusi najpogosteje vozijo ob delavniških prometnih konicah. Vse dni je zadnji odhod iz centra mesta (Bavarski dvor) proti obema končnima obračališčema ob 22.30.

### Preglednice časovnih presledkov v minutah
| št. | ura           | 1.9. - 25.6. | 26.6. - 31.8. |
| --- | ------------- | ------------ | ------------- |
| 7L  | 5.00 - 6.00   | 20           | 20            |
| 7L  | 6.00 - 8.00   | 12-14        | 15-16         |
| 7   | 8.00 - 9.00   | 15-16        | 20            |
| 7   | 9.00 - 12.30  | 18           | 20            |
| 7L  | 12.30 - 14.00 | 12-14        | 20            |
| 7L  | 14.00 - 16.00 | 13-15        | 20            |
| 7   | 16.00 - 17.00 | 11-12        | 20            |
| 7   | 17.00 - 20.30 | 17-18        | 22            |
| 7   | 20.30 - 21.00 | 20           | 20            |
| 7L  | 21.00 - 22.30 | 20           | 20            |

| št. | ura           | vse leto |
| --- | ------------- | -------- |
| 7L  | 5.00 - 7.30   | 30       |
| 7   | 7.30 - 12.30  | 25       |
| 7L  | 12.30 - 15.30 | 25-30    |
| 7   | 15.30 - 21.00 | 20       |
| 7L  | 21.00 - 22.30 | 20       |

| št. | ura           | vse leto |
| --- | ------------- | -------- |
| 7   | 6.00 - 12.30  | 30       |
| 7   | 12.30 - 17.00 | 30       |
| 7   | 17.00 - 21.00 | 20       |
| 7L  | 21.00 - 22.30 | 20       |

- Vsako leto ob dnevu reformacije 31. oktobra in prazniku spomina na mrtve 1. novembra linija št. 7 obratuje v 10-20 minutnih intervalih. V tem času obratujejo nizkopodni zgibni avtobusi. [1]